# Donal Gibson
Donal Regis Gerard Gibson (Peekskill, 13 febbraio 1958) è un attore statunitense.
È il nono degli undici figli di Ann Gibson e Hutton Gibson: tra i suoi fratelli c'è Mel Gibson. Iniziò l'attività di attore nel 1984. Fu anche doppiatore Pocahontas II - Viaggio nel nuovo mondo nella parte di John Smith, personaggio che in Pocahontas era stato doppiato dal fratello Mel.

## Filmografia
- Vittime di guerra (Casualties of War), regia di Brian De Palma (1989)
- Il vendicatore (The Punisher), regia di Mark Goldblatt (1989)
- Giuramento di sangue (Blood Oath), regia di Stephen Wallace (1990)
- Fatal Bond, regia di Vince Monton (1991)
- Maverick, regia di Richard Donner (1994)
- Amata immortale (Immortal Beloved), regia di Bernard Rose (1994)
- Resistance, regia di Hugh Keays-Byrne (1994)
- Braveheart - Cuore impavido (Braveheart), regia di Mel Gibson (1995)
- Codice omicidio 187 (One Eight Seven), regia di Kevin Reynolds (1997)
- Ipotesi di complotto (Cospiracy Theory), regia di Richard Donner (1997)
- Pocahontas II - Viaggio nel nuovo mondo (Pocahontas II - Journey to a New World), regia di Tom Ellery e Bradley Raymond (1998) - voce
- Scatto mortale - Paparazzi (Paparazzi), regia di Paul Abascal (2004)